# Orectochilus jilanzhui
Orectochilus jilanzhui là một loài bọ cánh cứng trong họ van Gyrinidae. Loài này được Mazzoldi miêu tả khoa học năm 1998.